# Johann Friedrich Pfaff
Johann Friedrich Pfaff (ur. 22 grudnia 1765 w Stuttgarcie, zm. 21 kwietnia 1825 w Halle) – niemiecki matematyk, od 1788 profesor Uniwersytetu w Helmstedt, od 1810 Uniwersytetu w Halle. Uznawany jest za jednego z najbardziej wpływowych matematyków niemieckich XIX wieku. Od jego nazwiska pochodzą używane w matematyce następujące pojęcia: równanie Pfaffa oraz forma Pfaffa.